# Federico Torrico
Federico Torrico Mendiburu (Arequipa, 1830 - Lima, 1879) va ser un periodista i pintor peruà, reconegut per la seva tasca com a crític d'art i periodista. Federico és germà de Rufino Torrico i fill del President Juan Crisóstomo Torrico i María Manuela de Mendiburu.
Entre artistes com Luis Montero (1826-1869) i Francisco Laso (1828-1869), Torrico va pertànyer a la generació de pintors republicans, l'ambició acadèmica dels quals els va orientar cap a gèneres de major jerarquia; com la pintura de tema històric o bíblic. Però la seva labor va destacar com a crític d'art i periodista, escrivint en el seu periòdic La Patria i en La Revista de Lima.
A més d'haver estat un primerenc valoritzador de l'obres de Laso, Montero i Merino, el 1860, va ser director de l'Escola d'Arts i Oficis de la Municipalitat (actual, Instituto José Pardo), qui al costat de Leonardo Barbieri, va suplir la falta d'educació artística formal.